# Partito Socialista Rivoluzionario (India)
Il Partito Socialista Rivoluzionario (Revolutionary Socialist Party, RSP) è un piccolo partito politico indiano di sinistra; il suo programma si ispira ai principi del socialismo e rivendica la difesa dei diritti della classe operaia.
Il partito ottenne due seggi in occasione delle elezioni parlamentari del 1951, Tridib Kumar Chaudhuri in Bengala Occidentale e N. Sreekantan Nair nel Travancore-Cochin. Da allora ottenne sempre modesti successi elettorali, registrando consensi soprattutto negli Stati del Kerala e del Bengala Occidentale.